# Clive Owen
Pour les articles homonymes, voir Owen.
Clive Owen (/ˈklaɪv ˈəʊɪn/), né le 3 octobre 1964 à Coventry (Angleterre), est un acteur britannique.
Il débute à la télévision avec la série Chancer (en), diffusée sur ITV entre 1990 et 1991, avant d'être remarqué au cinéma dans L'Amour tabou (1991) puis dans Croupier (1998). Il participe ensuite à la série de courts métrages promotionnels The Hire, produits par BMW Films en 2002.
Sa carrière prend davantage d'ampleur grâce au film Closer (2004), qui lui vaut le Golden Globe du meilleur acteur dans un second rôle ainsi que le BAFTA du meilleur acteur dans un second rôle. Pour ce film, il est également nommé pour un Oscar.
Depuis, Owen a participé aux films Sin City (2005), Inside Man (2006), Les Fils de l'homme (2006) et L'Enquête (2009).
En 2012, il s'illustre dans le rôle d'Ernest Hemingway dans le téléfilm Hemingway & Gellhorn, qui lui offre une nomination pour l'Emmy Award du meilleur acteur dans une mini-série ou un téléfilm. Deux ans plus tard, il devient l'anti-héros de la série The Knick réalisée par Steven Soderbergh pour Cinemax.

## Biographie

### Jeunesse et formation
Owen est né à Coventry, dans les Midlands, quatrième de cinq garçons. Son père, Jess Owen, un chanteur de musique country, quitta le domicile familial quand il avait trois ans. Il est élevé par sa mère, Pamela Cotton, et son beau-père, un employé des chemins de fer. Clive Owen dit de sa jeunesse qu'elle a été « rude ».
De 1984 à 1987, il suit des cours à la Royal Academy of Dramatic Art, école d'art dont il sort diplômé. Après ses études, Clive intègre le théâtre Young Vic de Londres, ce qui lui permet de jouer dans plusieurs pièces de William Shakespeare.

### Carrière

#### Débuts et révélation (1987-2004)
Owen débute à la télévision, dans les téléfilms de la BBC en 1988, Precious Bane, et de Channel 4, Vroom. Dans les années 1990, il participe à plusieurs productions, notamment Chancer, une série télévisée de ITV diffusée de 1990 à 1991.
En 1991, il obtient son premier grand rôle au cinéma avec le long métrage L'Amour tabou (Close My Eyes), aux côtés d'Alan Rickman. Après être apparu dans quinze téléfilms, quatre séries télévisées et dans des spots publicitaires, il intègre le casting du drame Century (1993). En 1996, il apparaît dans son premier film hollywoodien avec Sombres soupçons (The Rich Man's Wife) aux côtés de Halle Berry. L'année suivante, il interprète un homosexuel envoyé dans un camp nazi dans le film Bent et un an plus tard, il connaît l'enfer du jeu dans le film de Mike Hodges, Croupier. Il joue ensuite dans le film Jardinage à l'anglaise (2000).
En 2001, il tourne dans le film Gosford Park de Robert Altman. Plus tard, il affronte Matt Damon dans La Mémoire dans la peau.
L'année 2004 marque un tournant : il se voit confier le rôle-titre de la fresque historique Le Roi Arthur, où il donne la réplique à sa compatriote Keira Knightley. La même année, il est à l'affiche du drame Closer, entre adultes consentants, aux côtés des acteurs confirmés Natalie Portman, Jude Law et Julia Roberts.

#### Confirmation hollywoodienne et tête d'affiche (2004-2011)

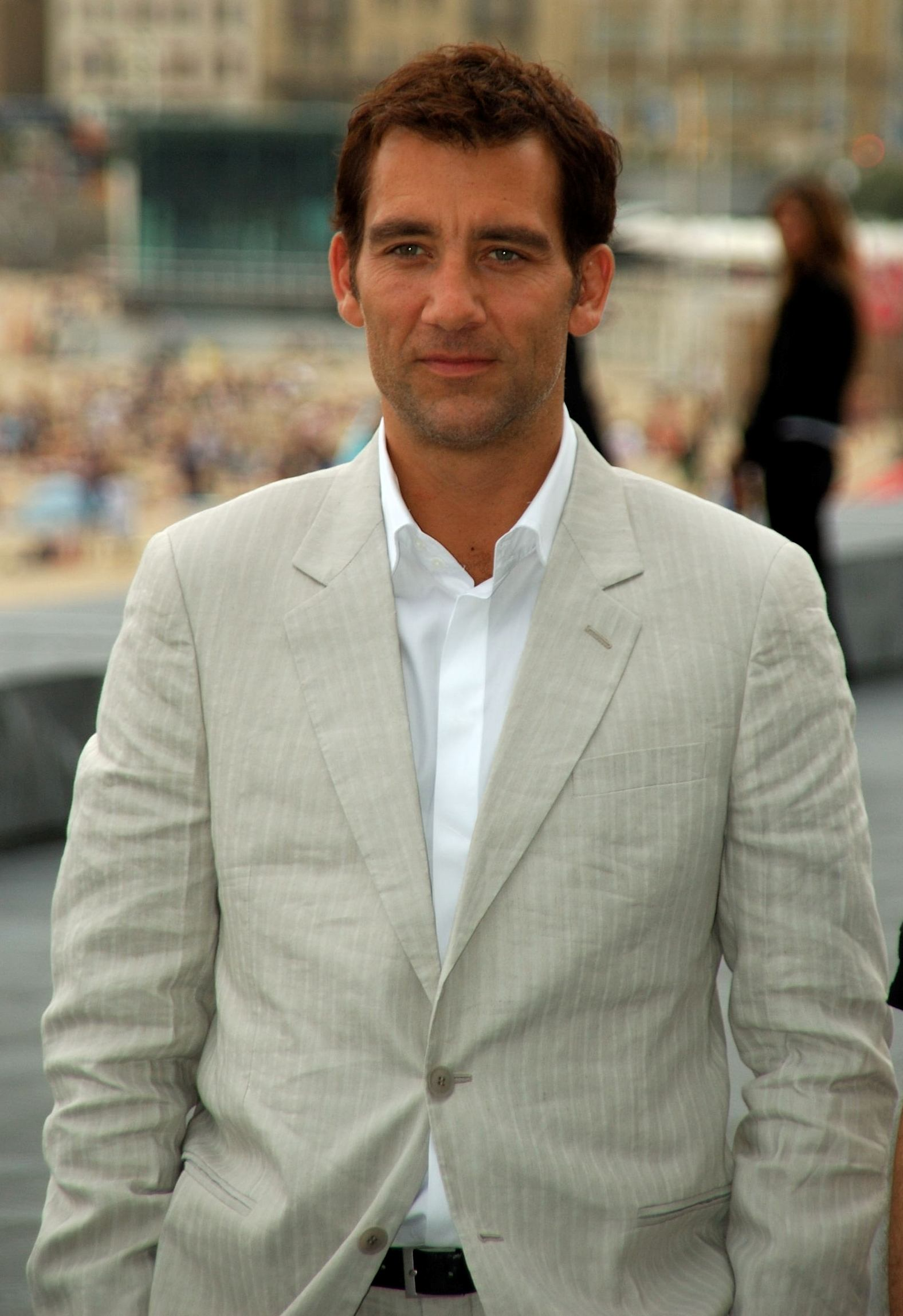
Au San Sebastian Film Festival, en septembre 2005, pour la présentation de Children of Men.

Il confirme l'année d'après en faisant partie de la distribution de stars du blockbuster Sin City de Frank Miller et Robert Rodríguez, puis en menant le thriller Dérapage, de Mikael Håfström où il est entouré de Jennifer Aniston et Vincent Cassel.
En 2006, il se distingue dans deux longs-métrages acclamés par la critique : le thriller Inside Man : L'Homme de l'intérieur, réalisé par Spike Lee, et dans lequel il incarne un ingénieux braqueur de banques face à Denzel Washington et Jodie Foster ; puis il est la tête d'affiche du récit de science-fiction Les Fils de l'homme, d'Alfonso Cuaron.
L'année suivante, il surprend en tireur d'élite décomplexé dans le film d'action décalé de Michael Davis, Shoot 'Em Up : puis en incarnant l'un des prétendants de Cate Blanchett dans la fresque historique Elizabeth : L'Âge d'or, de Shekhar Kapur.
Un temps pressenti pour incarner l'agent James Bond, il finit par mener des films d'espionnage : il retrouve Julia Roberts pour le thriller romantique Duplicity, sorti en 2008, puis il voyage aux quatre coins du monde pour affronter une banque internationale aux côtés de Naomi Watts pour le plus politique L'Enquête, de Tom Tykwer, dans les salles en 2009.
À partir de 2011, il joue dans des genres très différents, dont les succès sont plus mitigés : le film d'action Killer Elite, où il donne la réplique à Jason Statham et Robert De Niro, le drame Trust, réalisé par David Schwimmer, et le film d'horreur Intruders.

#### Retour à la télévision (2012-)

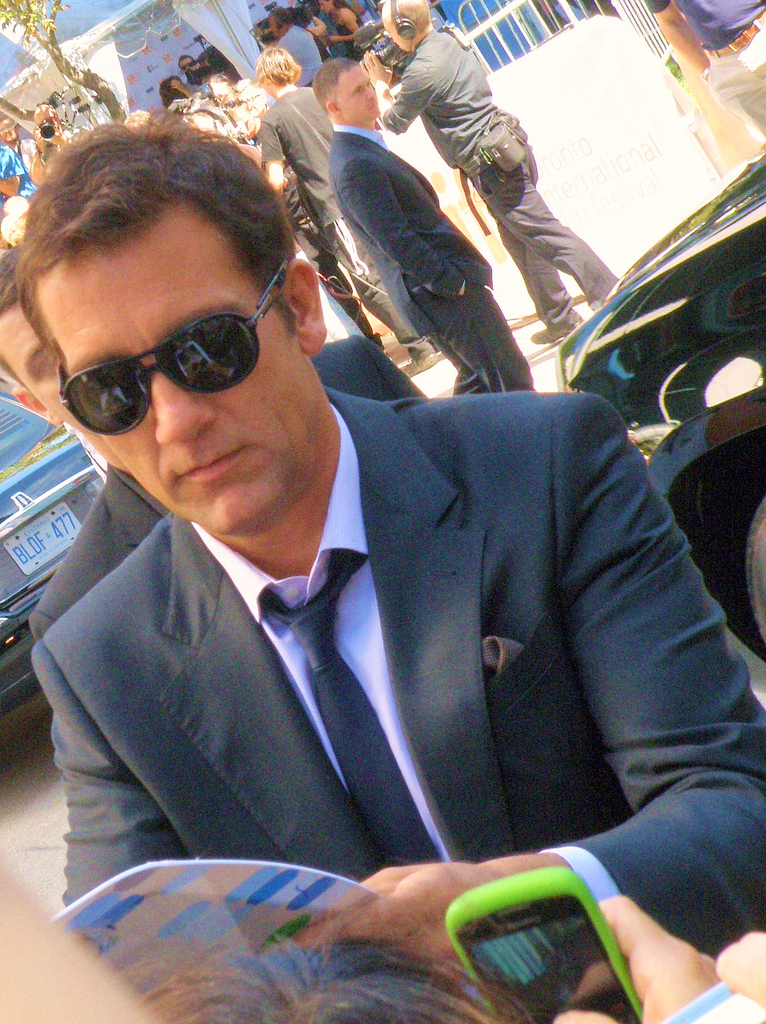
Au Festival international du film de Toronto en 2011, pour Intruders.

En 2012, il est nommé au Primetime Emmy Award du meilleur acteur pour son incarnation d'Ernest Hemingway dans le téléfilm de la chaîne câblée HBO, Hemingway & Gellhorn, où il a pour partenaire Nicole Kidman.
Après les échecs critiques et commerciaux de deux collaborations françaises en 2013 : le polar Blood Ties de Guillaume Canet, puis du drame Lessons in Love (Words and Pictures), de Fred Schepisi, avec Juliette Binoche, il revient à la télévision.
En effet, dès 2014 il incarne le Dr John Thackery dans la série The Knick, produite et mise en scène par Steven Soderbergh. Sa performance lui vaut une nomination pour le Golden Globe du meilleur acteur dans une série télévisée dramatique lors des Golden Globes 2015. La série est ensuite renouvelée pour une deuxième saison, avec toujours Clive Owen comme tête d'affiche.
En février 2016, il fait partie du jury international des longs-métrages du 66e Festival de Berlin, présidé par la comédienne américaine Meryl Streep.

### Vie privée
Il rencontre celle qui deviendra son épouse en 1995, dans une pièce de théâtre où il joue le rôle de Roméo, et dans laquelle Sarah Jane Fenton incarne Juliette. Sarah-Jane Fenton, née en 1963, parallèlement à sa carrière d'actrice, obtient en 2016, un doctorat de l'Université de Birmingham. Elle a étudié dans les services de santé mentale pour jeunes adultes au Royaume-Uni et en Australie.
Clive Owen et Sarah Jane Fenton sont les parents d'Hannah (née le 8 juin 1997) et Eve (née le 17 octobre 1999).

## Filmographie

### Cinéma

#### Longs métrages
- 1988 : Vroom de Beeban Kidron : Jake
- 1992 : L'Amour tabou (Close My Eyes) de Stephen Poliakoff : Richard
- 1993 : Century de Stephen Poliakoff : Paul Reisner
- 1995 : The Turnaround de Suri Krishnamma : Nick Sharman
- 1997 : Croupier de Mike Hodges : Jack Manfred
- 1997 : Bent de Sean Mathias : Max
- 2001 : Jardinage à l'anglaise (Greenfingers) de Joel Hershman : Colin Briggs
- 2001 : Gosford Park de Robert Altman : Robert Parks
- 2002 : La Mémoire dans la peau (The Bourne Identity) de Doug Liman : le professeur
- 2003 : Seule la mort peut m'arrêter (I'll Sleep When I'm Dead) de Mike Hodges : Will
- 2003 : Sans frontière (Beyond Borders) de Martin Campbell : Nick Callahan
- 2004 : Le Roi Arthur (King Arthur) d'Antoine Fuqua : Arthur
- 2004 : Closer, entre adultes consentants (Closer) de Mike Nichols : Larry
- 2005 : Sin City de Frank Miller, Robert Rodríguez et Quentin Tarantino : Dwight McCarthy
- 2005 : Dérapage (Derailed) de Mikael Håfström : Charles Schine
- 2006 : Inside Man : L'Homme de l'intérieur (Inside Man) de Spike Lee : Dalton Russell
- 2006 : Les Fils de l'homme (Children of Men) d'Alfonso Cuarón : Theo Faron
- 2007 : Shoot 'Em Up : Que la partie commence (Shoot 'Em Up) de Michael Davis : M. Smith
- 2007 : Elizabeth : L'Âge d'or (Elizabeth: The Golden Age) de Shekhar Kapur : Sir Walter Raleigh
- 2008 : Duplicity de Tony Gilroy : Ray Koval
- 2009 : Mes garçons sont de retour de Scott Hicks : Joe Warr
- 2009 : L'Enquête (The International) de Tom Tykwer : Louis Salinger
- 2010 : Trust de David Schwimmer : Will
- 2011 : Killer Elite de Gary McKendry : Spike
- 2011 : Intruders de Juan Carlos Fresnadillo : John Farrow
- 2012 : Shadow Dancer de James Marsh : Mac
- 2013 : Blood Ties de Guillaume Canet : Chris Pierzynski
- 2013 : Lessons in Love de Fred Schepisi : Jack Marcus
- 2015 : L'Honneur des guerriers (The Last Knights) de Kazuaki Kiriya : Commandant Raiden
- 2016 : The Confirmation de Bob Nelson : Walt
- 2017 : Valérian et la Cité des mille planètes de Luc Besson : Commandeur Arün Filitt
- 2018 : Anon d'Andrew Niccol : Sal Frieland
- 2018 : Ophélie (Ophelia) de Claire McCarthy : Claudius
- 2019 : The Informer de Andrea Di Stefano : Montgomery
- 2019 : Gemini Man de Ang Lee : Clay Verris
- 2019 : Le Prodige inconnu (The Song of Names) de François Girard : Dovidl Rapoport
- 2020 : La Ballade des cœurs perdus (Guida romantica a posti perduti) de Giorgia Farina : Benno
- 2025 : Cleaner de Martin Campbell

#### Courts métrages
- 2001 : The Hire : Ambush de John Frankenheimer : Le chauffeur
- 2001 : The Hire : Chosen d'Ang Lee : Le chauffeur
- 2001 : The Hire : The Follow de Wong Kar-wai : Le chauffeur
- 2001 : The Hire : Star de Guy Ritchie : Le chauffeur
- 2001 : The Hire : Powder Keg d'Alejandro González Iñárritu : Le chauffeur
- 2002 : The Hire: Hostage de John Woo : Le chauffeur
- 2002 : The Hire: Beat the Devil de Tony Scott : Le chauffeur
- 2002 : The Hire: Ticker de Joe Carnahan : Le chauffeur
- 2016 : The Hire: The Escaping de Neill Blomkamp : Le chauffeur

### Télévision

#### Séries télévisées
- 1987 : Rockliffe's Babies : PC Parslew
- 1988 : Boon : Geoff
- 1990 - 1991 : Chancer : Derek Love
- 1996 : Sharman : Nick Sharman
- 1998 : The Echo : Deacon
- 2007 : Extras : Lui-même
- 2014 - 2015 : The Knick : Dr John W. Thackery
- 2021 : Histoire de Lisey (Lisey's Story) : Scott Landon
- 2021 : American Crime Story : Impeachment : Bill Clinton[9]
- 2021 : Larry et son nombril (Curb Your Enthusiasm) : Lui-même
- 2023 : Un meurtre au bout du monde (A Murder at the End of the World) : Andy Ronson
- 2024 : Mister Spade (Monsieur Spade) : Sam Spade

#### Téléfilms
- 1989 : Precious Bane de Christopher Menaul : Gideon Sarn
- 1990 : Lorna Doone d'Andrew Grieve : John Reed
- 1993 : Class of'61 de Gregory Hoblit : Devin O'Neil
- 1994 : Doomsday Gun de Robert Young : Dov
- 1994 : The Return of the Native de Jack Gold : Damon Wildeve
- 1994 : Nobody's Children de David Wheatley : Corneliu Bratu
- 1994 : An Evening with Gary Lineker d'Andy Wilson : Bill
- 1995 : Le magicien (The Magician) de Terry Winsor : Détective George Byrne
- 1999 : Split Second de David Blair : Michael Anderson
- 1999 : Second Sight de Charles Beeson : DCI Ross Tanner
- 2000 : Second Sight: Hide and Seek d'Edward Bennett : DCI Ross Tanner
- 2000 : Second Sight: Parasomnia de Maurice Phillips : DCI Ross Tanner
- 2000 : Second Sight: Kingdom of the Blind de Jonas Grimås : DCI Ross Tanner
- 2012 : Hemingway and Gellhorn de Philip Kaufman : Ernest Hemingway

### Jeux vidéo
- 1996 : Privateer 2: The Darkening : Lev Arris

## Distinctions

### Récompenses
- 2005 : International Online Cinema Awards du meilleur acteur dans un second rôle dans un drama romantique pour Closer (2004).
- 2005 : Las Vegas Film Critics Society Awards du meilleur acteur dans un second rôle dans un drama romantique pour Closer (2004).
- 2005 : Online Film & Television Association Awards du meilleur acteur dans un second rôle dans un drama romantique pour Closer (2004).
- Central Ohio Film Critics Association Awards 2007 : Acteur de l'année pour Les Fils de l'homme et pour Inside Man
- 2013 : Goldene Kamera du meilleur acteur international.
- Satellite Awards 2015 : Meilleur acteur dans une série dramatique pour le rôle du Dr John Thackery dans The Knick

### Nominations
- Satellite Awards 2012 : meilleur acteur dans un téléfilm pour Hemingway & Gellhorn (2012).
- Golden Globes 2013 : Meilleur acteur dans une mini-série ou un téléfilm pour Hemingway & Gellhorn (2012).
- Screen Actors Guild Awards 2013 : meilleur acteur dans un téléfilm pour Hemingway & Gellhorn (2012).
- Golden Globes 2015 : Meilleur acteur dans une série dramatique pour le rôle du Dr John Thackery dans The Knick

## Voix francophones
En France, Julien Kramer est la voix régulière de Clive Owen. Bernard Gabay et Éric Herson-Macarel l'ont également doublé respectivement à quatre et trois reprises.
Au Québec, Daniel Picard le double ponctuellement.